# Mons Piton
Mons Piton – samotna góra księżycowa położona we wschodniej części Mare Imbrium, na północ-północny zachód od krateru Aristillus. Na wschód od niej leży zalany lawą Cassini, a na zachód-północny zachód krater Piazzi Smyth. Po północnej i północno-wschodniej stronie masywu leżą Montes Apenninus, tworzące północno-wschodnią krawędź morza księżycowego.
Góra jest nieco wydłużona w kierunku północno-zachodnim, z grzbietami opadającymi na południe, północny zachód i zachód; jej średnica to ok. 25 km. Wznosi się na wysokość 2,3 km, typową dla szczytów w Alpach, ale dużo mniejszą od tej, którą osiąga Mons Blanc (3,6 km). Ponieważ Mons Piton jest izolowaną górą, jej cień jest dobrze widoczny z Ziemi podczas wschodów i zachodów Słońca na Księżycu.
Na morzu księżycowym po południowej stronie Mons Piton leży kilka kraterów, które przejęły od niej nazwę (patrz poniżej). Na południu-południowym zachodzie, w oddzielnej części morza położony jest niski grzbiet nazywany Piton Gamma (γ). 
Mons Piton wzięła swoją nazwę od szczytu na wyspie Teneryfie.

## Satelickie kratery
Standardowo formacje te na mapach księżycowych oznacza się przez umieszczenie litery po tej stronie centralnego punktu krateru, która jest bliższa Mons Piton.
| Piton | Szerokość | Długość | Średnica |
| ----- | --------- | ------- | -------- |
| A     | 39,8° N   | 1,0° W  | 6 km     |
| B     | 39,3° N   | 0,1° W  | 5 km     |